# Hilbert-Schema
In der algebraischen Geometrie parametrisiert das Hilbert-Schema die Unterschemata des projektiven Raums.

## Hilbert-Funktor
Für ein Polynom {\displaystyle P} ordnet der Hilbert-Funktor
{\displaystyle h_{P}\colon \mathbf {Schemes} ^{\mathrm {op} }\to \mathbf {Sets} }
jedem Schema {\displaystyle B} die Menge der über {\displaystyle B} flachen Unterschemata {\displaystyle {\mathcal {X}}\subset P_{B}^{n}}, deren Fasern über Punkten aus {\displaystyle B} Hilbert-Polynom {\displaystyle P} haben, zu.

## Hilbert-Schema
Für ein Polynom {\displaystyle P} ist das Hilbert-Schema {\displaystyle {\mathcal {H}}_{P}} das den Funktor {\displaystyle h_{P}} darstellende Schema. {\displaystyle h_{P}} ist also der Punktfunktor von {\displaystyle {\mathcal {H}}_{P}}.
Die Eindeutigkeit von {\displaystyle {\mathcal {H}}_{P}} folgt aus dem Lemma von Yoneda, während die Existenz das Ergebnis einer schwierigen Konstruktion ist.

## Beispiele

### Graßmann-Schemata
Das Graßmann-Schema {\displaystyle G(d,n)} parametrisiert die Unterschemata von Grad 1 und Dimension {\displaystyle d} in {\displaystyle P_{S}^{n}} für {\displaystyle S=\mathbb {Z} \left[x_{0},\ldots ,x_{n}\right]}. Dies sind aber genau die Schemata, deren Hilbert-Polynom {\displaystyle H_{x}(m)=\left({\begin{array}{c}m+d\\d\end{array}}\right)} ist. Das Graßmann-Schema ist also das Hilbert-Schema zu diesem Polynom.

### Hilbert-Schema für Hyperflächen
Die Hyperflächen vom Grad {\displaystyle d} im {\displaystyle P_{K}^{n}} werden parametrisiert durch den projektiven Raum des Vektorraums der homogenen Polynome vom Grad {\displaystyle d} in {\displaystyle n+1} Variablen. Dieser projektive Raum ist das Hilbert-Schema der Hyperflächen vom Grad {\displaystyle d}.  